# Quand j'serai K.O.
Singles de Alain Souchon
Ultra moderne solitude
(1988) La Beauté d'Ava Gardner
(1989)
Quand j'serai K.O. est une chanson d'Alain Souchon sortie en single en 1989, issue de l'album Ultra moderne solitude. Elle est écrite, paroles et musique, et interprétée par Alain Souchon.

## Présentation
Dans cette chanson, Alain Souchon envisage sa vie s'il devait arrêter sa carrière de chanteur. Elle présente une écriture particulière, typique d'Alain Souchon : mélange des langues (anglais et français), réduction et abréviations des mots. Le couplet du début est ainsi composé d'un mélange français et anglais : 

« When, petite sœur

We'll just have to remember

I'll be down

No more, the old dancing music sound

All day long in my gown

When I will be down »

## Classement
| Classement    | Meilleure position |
| ------------- | ------------------ |
| France (SNEP) | 29                 |

## Reprises
- En 1998, la chanson a été reprise par Les Enfoirés sur l'album Enfoirés en cœur, avec Vanessa Paradis.

- Mathieu Boogaerts a repris cette chanson en 2017 sur l'album hommage à Alain Souchon, Souchon dans l'air.

- En 2017, dans son album Pacifique, le rappeur Disiz reprend la musique sous le titre Quand je serai chaos.

## Récompense
La chanson reçoit le prix de la chanson de l'année aux Victoires de la musique de 1990.